# Dálmatas italianos

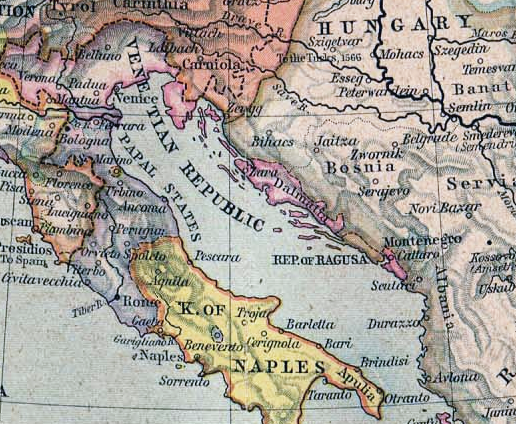
La Dalmacia de la Repubblica di Venezia en 1560.

Los dálmatas italianos son los habitantes de etnia italiana de Dalmacia, una región adriática actualmente dividida entre Croacia y Montenegro (y una reducida área costera perteneciente a Bosnia).

## Origen del nombre
El nombre dálmatas italianos viene de Dalmacia, una región de los Balcanes que se asoma al mar Adriático desde Trieste hasta el norte de Albania.
Los dálmatas eran una población neolatina que desarrolló su propia lengua dálmata en el Medioevo, siendo parcialmente asimilada por los venecianos después del año 1000 y extinguida por los eslavos en los siglos sucesivos.
Actualmente por dálmatas se entiende genéricamente a los dálmatas eslavos (croatas principalmente), pero todavía quedan pequeñas comunidades de los originarios habitantes de Dalmacia: los dálmatas italianos.

## Historia
Los actuales dálmatas Italianos descienden de los antiguos dálmatas medievales, originados de los ilirios romanizados de la Dalmacia Romana, y de los venecianos de las posesiones balcánicas de la República de Venecia.
A través de los siglos sufrieron la presión de los pueblos eslavos desde el siglo VII, influencia que los ha llevado lentamente hacia la casi total desaparición que se ha verificado después de la Segunda Guerra Mundial.

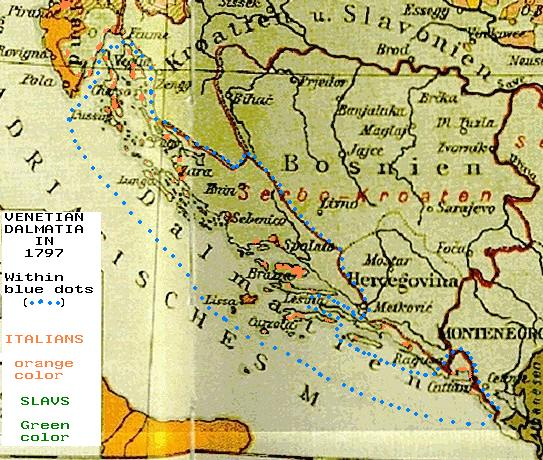
Mapa de la Dalmacia veneciana en 1797, con sus dos principales etnias: la italiana (anaranjado) y la serbocroata (verde).

La comunidad de los dálmatas italiana tenía una consistencia de aproximadamente el 30 % del total de la población en Dalmacia hasta los tiempos napoleónicos, gracias a la presencia de la República de Venecia. Pero después de la caída de Venecia en 1797 empezó, por varias razones, una disminución abrupta del número de dálmatas italianos, que se puede ver claramente en los censos austríacos de 1865 y 1890:
Dálmatas italianos en Dalmacia
- en 1797 eran más del 30 %
- en 1865 eran el 12.5 %
- en 1890 eran apenas el 3.1 %

La causa principal de esta acentuada reducción hay que buscarla en el desarrollo del nacionalismo eslavo de los croatas, serbios y eslovenos. Otra causa ha sido la presión de las autoridades austríacas en contra de los italianos, a razón de las guerras de independencia italianas para liberarse del Imperio Habsburgo. Como consecuencia de esto hubo una marcada emigración de dálmatas italianos hacia Italia y las Américas, durante todo el siglo XIX, además de la eslavización forzada o voluntaria del siglo XX, sin perjuicio de que el dalmatino es una mezcla de población latina y eslava. Por ejemplo tenemos al gran Ruggiero Boskovich, hijo de eslavo y de madre de origen italiano, como es la familia Bettera. No podemos encasillar a la población costera dalmatina, como de origen de una sola etnia, sino de las muchas colonizaciones, conquistas, soberanías de distintos estados como vénetos, austríacos, eslavos, etc. En los censos austriacos la disminución del elemento italiano en Dalmacia se ve muy marcada también por las manipulaciones hechas por los funcionarios imperiales, ya que según un decreto del 1866 sugerido por el emperador Francisco José, se tenía que utilizar cualquier método para reducir el peso de las comunidades italianas en las provincias del Imperio austriaco, para poder así obstaculizar las pretensiones del reino de Italia sobre dichas tierras.
El proceso de desaparición de los dálmatas italianos tuvo varias etapas:
- Entre 1848 y 1918 el Imperio austrohúngaro, que dominaba toda la Dalmacia, favoreció el desarrollo de las comunidades eslavas para bloquear el irredentismo de los dálmatas italianos. Los dálmatas italianos desarrollaron como defensa el Irredentismo italiano en Dalmacia.

- Después de la Primera Guerra Mundial, a consecuencia de la creación de Yugoslavia que englobó toda la Dalmacia austríaca menos Zara y algunas islas, se registró una emigración de 25 000 dálmatas italianos. Los pocos dálmatas italianos que quedaron estaban concentrados en Zara, que entonces pertenecía al Reino de Italia.

- Por algunos años (entre 1941 y 1943) el Reino de Italia incluyó también el llamado Governatorato di Dalmazia, que estuvo constituido por las tres provincias italianas de Zara, Spalato y Cattaro.

- Después de la Segunda Guerra Mundial, toda la Dalmacia, incluyendo Zara fue anexada por Yugoslavia. Esto generó el éxodo de la casi totalidad de los dálmatas italianos hacia Italia, alimentado por las persecuciones (Masacre de las foibe) del dictador Tito.

### La desaparición del idioma dalmático
El Idioma dalmático fue la lengua originaria de los dálmatas neolatinos desde el primer Medioevo. Después del año mil empezó a desaparecer. 

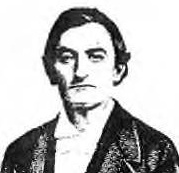
Tuone Udaina, el último Dálmata italiano que hablaba el original Idioma dalmático.

En Zara, el dalmático se extinguió muy pronto por su relativa cercanía al Veneto italiano.  Pero en Ragusa (actual Dubrovnik), que solo por un breve espacio de tiempo (1205-1358) dependió directamente de la República de Venecia y que disfrutaba de una situación de independencia muy particular, el dalmático perduró hasta finales del siglo XV y fue lengua oficial de la República de Ragusa.
En un área apartada insular, en la isla de Veglia (actual Krk), el último nativo del dialecto vegliota, Tuone Udaina, conocido como Burbur, murió por una mina de tierra el 10 de junio de 1898. 
Antes de morir fue entrevistado por el lingüista Matteo Bartoli, dejando constancia de esta lengua calificada -en ambientes académicos desde entonces- como la primera "lengua extinta" conocida. Hoy en día apenas quedan en la isla contadísimas palabras de aquella antigua habla, que ha sido sustituida por una variedad véneta y, sobre todo, por un dialecto croata.

## Zara y los dálmatas italianos
La ciudad de Zadar fue el último reducto donde se concentraron los dálmatas italianos.
La ciudad fue capital de la provincia homónima (1918 - 1947) y fue también la capital regional del Governatorato di Dalmazia (1941 - 1943).
Según el libro I censimenti della popolazione dell'Istria, con Fiume e Trieste e di alcune città della Dalmazia tra il 1850 e il 1936 de Guerrino Perselli (Centro di Ricerche Storiche - Rovigno, Unione Italiana - Fiume, Università Popolare di Trieste, Trieste-Rovigno, 1993) Zara tenía estas estadísticas poblacionales: 
- 1890: italianos 7423 (68,7%), serbocroatas 2652 (24,6%), alemanes 561, otros 164, total: 10800
- 1900: italianos 9018 (73,3%), serbocroatas 2551 (20,7%), alemanes 582, otros 150, total: 12300

En 1803, la comunidad italiana representaba el 33% de toda la población dálmata, un número que se redujo al 20% en 1840, al 12,5% en 1865, al 5,8% en 1880 y al 2,7% en 1910, 
sufriendo una tendencia constante de presencia decreciente con solo cuenta con alrededor de 500-2000 personas (0,05%-0,2%)..
La ciudad de Zadar, por exclusivas razones políticas impuestas por Tito, fue arrasada por bombardeos aéreos de los Aliados en 1943 y 1944,a causa de los ataques hechos principalmente con bombas incendiarias. 
Tito obligó a los sobrevivientes dálmatas italianos a huir a Italia en el éxodo istriano-dálmato, donde 350.000 (la casi totalidad) emigraron.

## Los dálmatas italianos hoy
Actualmente hay 300/600 dálmatas italianos en Croacia y 500/1000 en Montenegro. Las comunidades Italianas de Montenegro están concentradas en Kotor (Cattaro) y Perast, y descienden directamente de las poblaciones venecianas de la Albania veneciana. Las de Croacia se encuentran en Zara, Spalato, Sebenico, Trau y Ragusa (Dubrovnik). Bosnia tiene una limitada salida al mar Adriático y su comunidad italiana es muy pequeña.

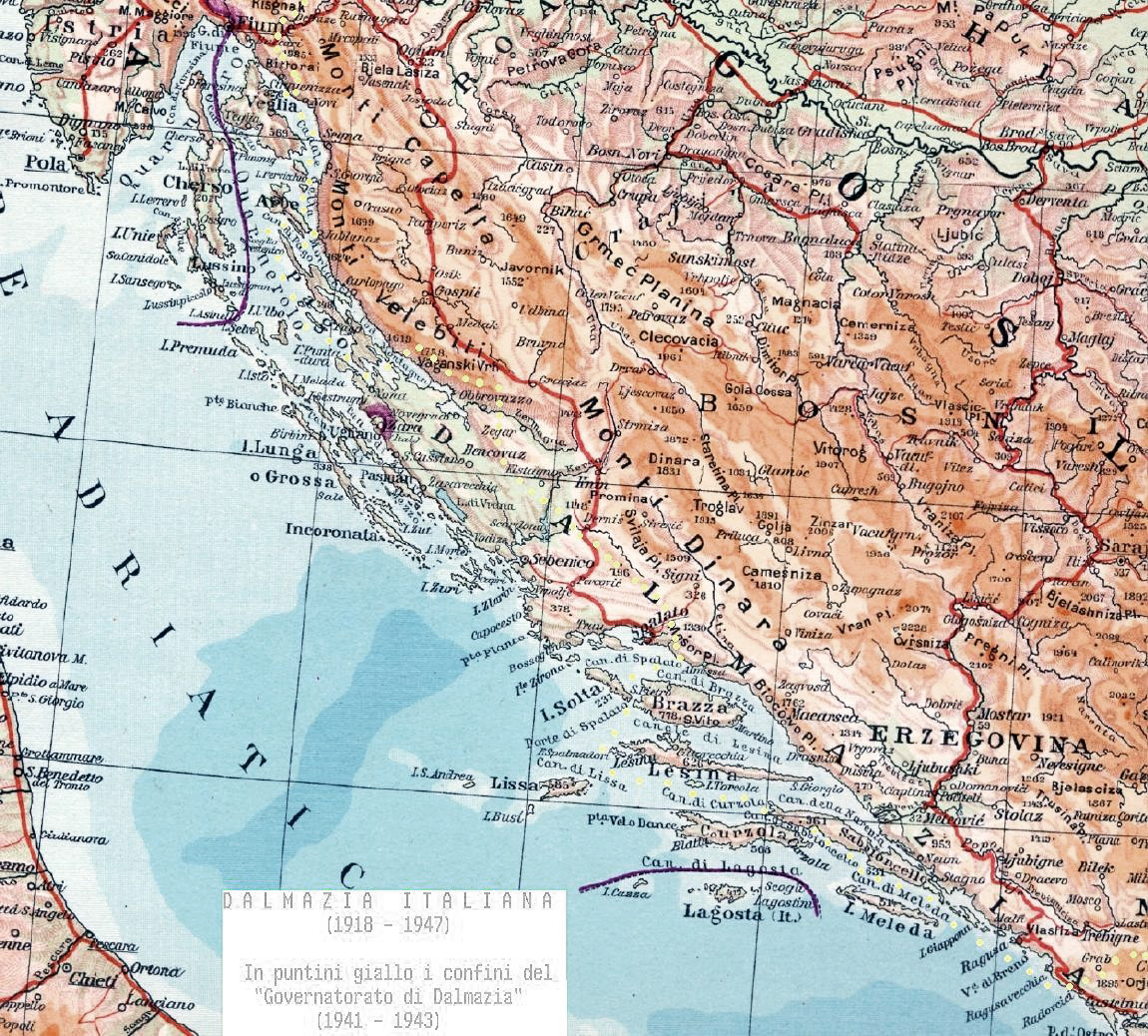
Dalmacia italiana.
En color violeta los territorios del Reino de Italia en Dalmacia entre 1918 y 1947, con las islas de Cherso y Lussino cerca de Istria, la provincia de Zara al centro y las islas de Lagosta y Cazza en el Adriático meridional.
En color amarillo los límites del italiano Gobernación de Dalmacia entre 1941 y 1943, durante la Segunda Guerra Mundial.

Entre los prófugos dálmatas después de la Segunda Guerra Mundial destacan el maestro de moda internacional Ottavio Missoni, el escritor Enzo Bettiza y los Luxardo, productores del célebre licor Maraschino (bebida originaria de Dalmacia).
En las últimas décadas, con la desintegración de Yugoslavia, los dálmatas italianos - aunque pocos - están conociendo un "resurgimiento/rissorgimento" con la creación de las Comunidades Italianas en Zara, Spalato, Cattaro y otras ciudades menores. También la lengua italiana está siendo promovida con éxito, en toda la Dalmacia croata y montenegrina, por la asociación internacional Dante Alighieri.
Perast (Montenegro), pueblo antaño de mayoría italiana, según el censo de 2011 presenta una población así distribuida: 
- 128 (47.58%) Montenegrinos
- 94 (34.94%) Serbios
- 20 (7.43%) Croatas
- 27 otros